# Gradualism
Gradualism eller gradvis förändring är en term som används bland annat i statsvetenskap. Den är en hypotes, en teori eller en grundsats som antar att förändring sker gradvis eller att variation är gradvis till sin natur och sker över tiden i motsats till i stora steg. Uniformitarism, inkrementalism och reformism är liknande begrepp. För socialdemokraterna uppnås det socialistiska samhället genom gradualism. Termen återfinns även i evolutionsbiologin.

## Geologi och biologi
Inom naturvetenskapen är gradualism teorin som hävdar att djupgående förändringar är den kumulativa produkten av långsamma men kontinuerliga processer, ofta i kontrast till katastrofer. Teorin föreslogs 1795 av James Hutton, en skotsk geolog, och införlivades senare i Charles Lyells teori om uniformitarism. Grundsatser från båda teorierna tillämpades på biologi och utgjorde grunden för tidig evolutionsteori.
Charles Darwin var påverkad av Lyells Principles of Geology, som förklarade både uniformitär metodik och teori. Genom att använda uniformitarism, som säger att man inte kan vädja till någon kraft eller något fenomen som inte kan observeras för närvarande (se katastrof), teoretiserade Darwin att den evolutionära processen måste ske gradvis, inte i saltationer, eftersom saltningar för närvarande inte observeras, och extrema avvikelser från den vanliga fenotypiska variationen skulle vara mer sannolikt att väljas emot.
Gradualism förväxlas ofta med begreppet filetisk gradualism. Det är en term som myntats av Stephen Jay Gould och Niles Eldredge för att stå i kontrast till deras modell av punkterad jämvikt, som i sig är gradvis, men hävdar att det mesta av evolutionen präglas av långa perioder av evolutionär stabilitet (kallad stasis), som avbryts av sällsynta fall. av förgrenad evolution.

## Politik och samhälle
Inom politiken är gradualism hypotesen att social förändring kan uppnås i små, diskreta steg snarare än i abrupta slag som revolutioner eller uppror. Gradualism är ett av de kännetecknande dragen för politisk liberalism och reformism. Machiavellisk politik driver politiker att förespråka gradualism.
I socialistisk politik och inom den socialistiska rörelsen skiljer man ofta begreppet gradualism från reformism, där det förra insisterar på att kortsiktiga mål måste formuleras och implementeras på ett sådant sätt att de oundvikligen leder till långsiktiga mål. Det är oftast förknippat med det frihetliga socialistiska konceptet om dubbelmakt och ses som en medelväg mellan reformism och revolutionism.
Martin Luther King Jr var motståndare till idén om gradualism som en metod för att eliminera segregation. USA:s regering ville försöka integrera afroamerikaner och européamerikaner långsamt i samma samhälle, men många trodde att det var ett sätt för regeringen att skjuta upp att faktiskt göra något åt rassegregeringen:
Det här är ingen tid att ägna sig åt lyxen att svalka av sig eller att ta gradvisismens lugnande drog. Nu är det dags att förverkliga demokratins löften.
— Martin Luther King Jr.s I Have a Dream-tal, hölls den 28 augusti 1963 vid Lincoln Memorial i Washington, D.C.

## Språkvetenskap och språkförändring
Inom lingvistik ses språkförändringen som gradvis, produkten av kedjereaktioner och föremål för cyklisk drift. Synen att kreolspråk är en produkt av katastrofer är starkt omtvistad.

## Moral

### Kristendom
Inom katolsk moralteologi är lagen om gradvishet eller gradualism, föreställningen att människor förbättrar sin relation med Gud och växer i dygderna gradvis och inte hoppar till perfektion i ett enda steg. När det gäller själavård antyder den att "det ofta är bättre att uppmuntra de positiva delarna i någons liv snarare än att tukta deras brister". Den är "lika gammal som kristendomen själv", som hänvisas till i flera ställen i Nya testamentet.

### Buddhism, Theravada och Yoga
Gradualism är tillvägagångssättet för vissa skolor inom buddhismen och andra österländska filosofier (till exempel Theravada eller Yoga), att upplysning kan uppnås steg för steg, genom en mödosam övning. Det motsatta tillvägagångssättet, att insikt uppnås på en gång, kallas subitism. Debatten om frågan var mycket viktig för historien om utvecklingen av zen, som förkastade gradualism, och för etableringen av det motsatta förhållningssättet inom den tibetanska buddhismen, efter debatten om Samye. Det fortsattes i andra skolor inom indisk och kinesisk filosofi.

## Typer
Fyletisk gradualism är en modell av evolution som teoretiserar att de flesta typer av artbildning är långsam, enhetlig och gradvis. När utveckling sker i detta läge sker den vanligtvis genom en stadig omvandling av en hel art till en ny (genom en process som kallas anagenes). I denna uppfattning finns det ingen tydlig gränsdragning mellan en förfaders art och en avstammande art, om inte splittring sker.
Punkterad gradualism är en mikroevolutionär hypotes som hänvisar till en art som har "relativ status under en avsevärd del av dess totala varaktighet [och] genomgick periodisk, relativt snabb, morfologisk förändring som inte ledde till härstamningsförgrening". Det är en av de tre vanliga modellerna för evolution. Medan den traditionella paleontologimodellen, den fylogenetiska modellen, säger att egenskaper utvecklades långsamt utan någon direkt koppling till artbildning, hävdar den relativt nyare och mer kontroversiella idén om punkterad jämvikt att stora evolutionära förändringar inte sker under en gradvis period utan i lokaliserade, sällsynta , snabba händelser av förgrenande artbildning. Punkterad gradualism anses vara en variant av dessa modeller, som ligger någonstans mellan den fyletiska gradualismmodellen och den punkterade jämviktsmodellen. Den säger att artbildning inte behövs för att en härstamning snabbt ska utvecklas från en jämvikt till en annan utan kan visa snabba övergångar mellan långa stabila tillstånd.
Kontradiktoriell gradualism är den parakonsekventa behandlingen av luddighet som utvecklats av Lorenzo Peña och som betraktar sanna motsägelser som situationer där ett tillstånd endast delvis existerar.
Gradualism i social förändring genomförd genom reformistiska medel är en moralisk princip som Fabian Society är hängiven. På ett mer generellt sätt är reformism antagandet att gradvisa förändringar genom och inom befintliga institutioner i slutändan kan förändra ett samhälles grundläggande ekonomiska system och politiska strukturer och att en ansamling av reformer kan leda till uppkomsten av ett helt annat ekonomiskt system och samhällsform än dagens kapitalism. Den hypotesen om social förändring växte fram ur motståndet mot revolutionär socialism, som hävdar att revolution är nödvändig för att grundläggande strukturella förändringar ska inträffa.
I terminologin för NWO-relaterade spekulationer syftar gradualism på det gradvisa genomförandet av en totalitär världsregering.